# Автошлях N6 (ПАР)
Автошлях N6 — це національний маршрут у Південній Африці, який з'єднує Східний Лондон із Блумфонтейном через Комані та Малетсвай. Пролягає приблизно з півночі на південь, з'єднуючи N1 з N2.

## Маршрут

### Східний Кейп
N6 починається в східному лондонському Сіті в столичному муніципалітеті Баффало-Сіті Східної Капської провінції, поруч з річкою Нахун, на розв'язці з шосе N2. На південь від шосе це дорога R72, яка веде до центрального ділового району Іст-Лондона.
Далі починається, прямуючи на північний захід від розв’язки N2 на 31 кілометр до міста Маклінтаун, де виходить зі столичного муніципалітету Баффало-Сіті. Вона продовжує рух на північний захід ще 21 кілометр до дороги R63 на перехресті на північний схід від дороги Кей.
Він продовжується на північний захід протягом 19 кілометрів до міста Штуттерхайм . Він просувається на північний захід ще 47 кілометрів до міста Каткарт. Він просувається на північний захід протягом 54 кілометрів, перетинає річку Блек Кей і досягає Квінстауна (місто, перейменоване на Комані в лютому 2016 року).
За 14 кілометрів до Комані R61 зустрічається з N6, і це одна дорога до міста Комані. У передмісті Штуттафорда Комані R61 стає власною дорогою на захід на кільцевому перехресті з Баррабл-стріт.
N6 продовжує рух на північ протягом 162 кілометрів як Penhoek Pass, минаючи Sterkstroom, зустрічаючи R56 і проходячи через Джеймстаун, до міста Aliwal North (перейменованого на Maletswai у 2016 році), де зустрічається з R58. На перехресті з вулицею Барклі в Малецваї N6 повертає ліворуч і перетинає Оранжеву річку у Фрі-Стейт через міст Генерала Герцога.

### Вільна держава
Від перетину Оранжевої річки в Малетсвай N6 йде на північно-північний схід 34 кілометри до міста Руксвіль, де зустрічається з південним кінцевим пунктом R26. Вона повертає на північний захід і продовжує свою довжину 37 кілометрів, перетинаючи річку Каледон, до міста Смітфілд, де R701 з’єднується з нею в південному передмісті, перш ніж вони розділяються в північному передмісті.
Від Смітфілда N6 продовжує рух на північний-північний захід протягом 70 кілометрів до міста Реддерсбург, де до неї приєднується R717 від Еденбурга в південному передмісті, перш ніж вони розділяються в центральній частині. З Реддерсбурга N6 робить пряму лінію до Блумфонтейна, прямуючи на північ протягом 49 кілометрів, щоб досягти чотиристороннього перехрестя на південний захід від передмістя Блумфонтейна Мангаунг (це також назва столичного муніципалітету, в якому розташоване місто). Оскільки дорога на північ від цього перехрестя пролягає по міській трасі M30 у напрямку до передмістя Мангаунг і центру Блумфонтейна, N6 стає дорогою на захід і закінчується на наступному перехресті, яке є розв’язкою з шосе N1 (Західна об’їзна дорога Блумфонтейна).

## Історія
До 1970 року N6 починався з міста Кінг Вільгельм у столичному муніципалітеті Буффало і продовжувався через Штуттерхайм. Сьогодні дорога з міста короля Вільяма до Штуттерхайма позначена як R346. Крім того, раніше N6 закінчувалася на її нинішньому перехресті з R717 на південь від центру міста Реддерсбург, оскільки R717 від Еденбурга до Реддерсбурга разом із N6 від Реддерсбурга до Блумфонтейна становили частину національного маршруту N1.